# Brigitte Köck
Brigitte Köck (Innsbruck, 18 mei 1970) is een voormalig  snowboardster uit Oostenrijk. Ze vertegenwoordigde haar vaderland op de Olympische Winterspelen 1998 in Nagano. 

## Resultaten

### Snowboarden

#### Olympische Winterspelen
| Jaar | Plaats | Resultaten   |
| ---- | ------ | ------------ |
| 1998 | Nagano | Reuzenslalom |

### Wereldbeker
Eindklasseringen
| Seizoen   | Algemeen          | Reuzenslalom       | Parallel- reuzenslalom | Parallelslalom    |
| --------- | ----------------- | ------------------ | ---------------------- | ----------------- |
| 1996/1997 | 45e 180,00 punten | 16e 1800,00 punten |                        |                   |
| 1997/1998 | 103e 58,00 punten | 37e 580,00 punten  |                        |                   |
| 2000/2001 | -                 | -                  |                        | 57e 153,00 punten |
| 2001/2002 | -                 | -                  | 72e 28,00 punten       | -                 |

| - | Dit seizoen niet deelgenomen aan dit onderdeel. |
|   | Onderdeel werd dit seizoen niet gehouden.       |

Wereldbekerzeges
| Datum            | Plaats        | Onderdeel    |
| ---------------- | ------------- | ------------ |
| 15 februari 1997 | Yakebitaiyama | Reuzenslalom |

### Europabeker
Eindklasseringen
| Seizoen   | Algemeen         | Parallel- reuzenslalom | Parallelslalom    |
| --------- | ---------------- | ---------------------- | ----------------- |
| 2001/2002 | 35e 22,00 punten | 34e 138,00 punten      | 32e 170,00 punten |

### Zuid-Amerikabeker
Eindklasseringen
| Seizoen   | Parallel- reuzenslalom |
| --------- | ---------------------- |
| 2001/2002 | 13e 120,00 punten      |